# Maita
Maita è un film muto del 1920 diretto da Hubert Moest. Prodotto a Berlino da Franz Vogel, aveva come interpreti Hedda Vernon, Kurt Middendorf e Martha Rhema.

## Produzione
Il film fu prodotto dalla berlinese Eiko Film GmbH.